# Andranomiditra
Andranomiditra est une commune malgache située dans la partie est de la région Haute Matsiatra.